# Adontorhina
Adontorhina är ett släkte av musslor som beskrevs av Berry 1947. Adontorhina ingår i familjen Thyasiridae.
Kladogram enligt Catalogue of Life och Dyntaxa:
| Adontorhina | \| \| Adontorhina cyclia \| \| \| \| \| \| Adontorhina similis \| \| \| \| \| \| Adontorhina sphaericosa \| \| \| \| |
|             | \| \| Adontorhina cyclia \| \| \| \| \| \| Adontorhina similis \| \| \| \| \| \| Adontorhina sphaericosa \| \| \| \| |
|             | Axinodon |
|             | |
|             | Axinopsida |
|             | |
|             | Axinulus |
|             | |
|             | Conchocele |
|             | |
|             | Genaxinus |
|             | |
|             | Leptaxinus |
|             | |
|             | Maorithyas |
|             | |
|             | Mendicula |
|             | |
|             | Parathyasira |
|             | |
|             | Thyasira |
|             | |
|             | Adontorhina cyclia                                                                                                   |
|             | |
|             | Adontorhina similis                                                                                                  |
|             | |
|             | Adontorhina sphaericosa                                                                                              |
|             | |

|  | Adontorhina cyclia      |
|  |                         |
|  | Adontorhina similis     |
|  |                         |
|  | Adontorhina sphaericosa |
|  |                         |